# Zespół Szkół Technicznych w Wodzisławiu Śląskim
Zespół Szkół Technicznych – szkoła ponadpodstawowa w Wodzisławiu Śląskim.

## Historia
Szkoła istnieje od 1 września 1961 roku, kiedy to powołano 31 szkolny Ochotniczy Hufiec Pracy i utworzono 2 pierwsze oddziały Zasadniczej Szkoły Budowlanej. Do 1968 roku, kształciła wyłącznie członków 31 OHP. Szkoła mieściła się w zaadaptowanym dla jej potrzeb baraku byłej bazy transportu. W 1964 roku wybudowany został budynek szkoły przy ul. Wojska Polskiego. Dynamiczny rozwój szkoły, wzrost liczby uczniów spowodowały podjęcie decyzji o budowie nowego obiektu szkolnego. Oddano go do użytku w 1974 r. przy ul. Pszowskiej 92, gdzie do dzisiaj szkoła ma swoją siedzibę. Przez wiele lat nauka odbywała się w Zasadniczej Szkole Budowlanej, Technikum Budowlanym dla Pracujących oraz Średnim Studium Zawodowym.
W 1976 r. szkoła otrzymała nazwę Zespołu Szkół Budowlanych KBO „ROW” Rybnik. Od 1961 r. do 1986 funkcję dyrektora pełnił mgr Stanisław Czech. Po jego odejściu na emeryturę dyrektorem został mgr Ryszard Zawadzki. W 1989 r. utworzona została pierwsza klasa dziennego Technikum Budowlanego. Był to przełomowy moment dla wodzisławskiej „Budowlanki”, bo potem powstały: Technikum Elektroniczne, Liceum Zawodowe, Policealne Studium Zawodowe. Szkoła w ten sposób przekształciła się w 1992 roku w Zespół Szkół Technicznych nr 3, III Liceum Profilowane i Zasadniczą Szkołę Zawodową nr 2, a w 2004 r. III Liceum Ogólnokształcące. Po modernizacji kompleksu sportowego powstał Powiatowy Młodzieżowy Ośrodek Sportu przy ZST. Uroczystego otwarcia dokonał 1 października 2007 roku nowo mianowany dyrektor ZST – mgr Czesław Pieczka.
We wrześniu 2008 r. Zespół Szkół Technicznych otrzymał swój sztandar, który został uroczyście poświęcony w wodzisławskim kościele parafialnym pw. WNMP.
Patronem szkół wchodzących w skład ZST jest rotmistrz Witold Pilecki.

## Kierunki kształcenia
W skład ZST wchodzą:
- Technikum Nr 3 im. rtm. Witolda Pileckiego
  - technik budownictwa
  - technik elektronik
  - technik informatyk
  - technik programista
  - technik urządzeń i systemów energetyki odnawialnej

- III Liceum Ogólnokształcące z oddziałami sportowymi im. rtm. Witolda Pileckiego
  - klasa sportowa
- Branżowa Szkoła I Stopnia Nr 2 im. rtm. Witolda Pileckiego
  - monter zabudowy robót wykończeniowych w budownictwie
  - monter sieci i instalacji sanitarnych